# 元定
元定（6世紀—567年），字愿安，河南郡洛阳县（今河南省洛阳市东）人，元魏宗室。
宇文泰任用他为步兵校尉，参加作战多次前锋，口不言功，有长者之称。北周初年，担任岷州刺史。羌族人自愿交出租赋。周武帝天和二年（567年），担任大将军。南陈湘州刺史华皎投降，随宇文直率军迎接华皎。他率军渡江，后来水军战败，在江南被围困，后来应部下的请求，和陈军议和。元定缴械投降，全军被俘虏，被陈朝送到丹阳，几个月后元定在愤懑中病卒。子元乐嗣位。

## 传記資料
- 《周書》卷34 列傳第26
- 《北史》卷69 列傳第57

## 外部連結
[在维基数据编辑]
 《周書·卷34》，出自令狐德棻《周書》
 《北史/卷069》，出自李延壽《北史》